# Distretto di Buda-Kašalëva
Il distretto di Buda-Kašalëva (in bielorusso Буда-Кашалёўскі раён?) è un distretto (raën) della Bielorussia appartenente alla regione di Homel'.